# Live (album Klausa Schulzego)
...Live... – dwunasty w ogóle a pierwszy album koncertowy Klausa Schulzego, wydany w 1980 roku w Niemczech nakładem wytwórni Brain. Wielokrotnie wznawiany, w tym 8 czerwca 2007 roku nakładem Revisited Records jako zremasterowany podwójny CD z dodatkowym, wcześniej niewydanym utworem.

## Album

### Historia
Cztery utwory na pierwszym w dorobku Klausa Schulzego albumie koncertowym pochodzą z jego występów w Berlinie w 1976 roku oraz Amsterdamie i Francji w 1979 roku, zrealizowanych w okresie, gdy nagrywał albumy studyjne: Moondawn i Dune.

### Lista utworów
Lista i informacje według Discogs:
| Side 1. | Bellistique | 22:10   |
|         |             |         |
| Side 2. | Sense       | 31:10   |
|         |             |         |
| Side 3. | Heart       | 30:15   |
|         |             |         |
| Side 4. | Dymagic     | 31:45   |
|         |             |         |
|         |             | 1:55:20 |
|         |             |         |
Nagrane w Amsterdamie, Berlinie i Paryżu przez KDM i Klausa Schulzego

### Informacje
- Klaus Schulze – muzyka, wykonanie, mastering, edycja, produkcja
- Harald Grosskopf – perkusja w „Sense”
- Arthur Brown – śpiew w „Dymagic”
- nagrywanie – Herr Schmitt, KDM
- zdjęcie na przedniej okładce – Frédéric Pauchot
- zdjęcia – K D Mueller

### Wznowienie (2007)
Album został wydany ponownie 8 czerwca 2007 roku nakładem Revisited Records jako CD z dodatkowym utworem.
Kolejne wznowienie (tej samej wersji) pojawiło się 29 stycznia 2016 roku nakładem niemieckiej wytwórni MIG (Made In Germany), specjalizującej się we wznowieniach.
CD 1
| 1. | Bellistique | 21:24   |
|    |             |         |
| 2. | Sense       | 51:00   |
|    |             |         |
|    |             | 1:12:24 |
|    |             |         |
CD 2
| 1. | Heart              | 30:49   |
|    |                    |         |
| 2. | Dymagic            | 29:31   |
|    | Bonus Track        |         |
| 3. | Le Mans Au Premier | 17:58   |
|    |                    |         |
|    |                    | 1:18:18 |
|    |                    |         |
- Klaus Schulze – jak w wydaniu pierwotnym
- Michael Schmitz – koordynator reedycji
- Thomas Ewerhard – layout reedycji
- Markus Schurr, Matt Goodluck – tłumaczenie tekstów informacyjnych w książeczce dołączonej do albumu
- Christian Piednoir – dodatkowe zdjęcia
- Klaus D. Mueller – producent reedycji
- Tom Dams – mastering cyfrowy

Utwór bonusowy to pierwsze 18 minut z koncertu w Abbaye de l'Epau we Francji, który odbył się podczas trasy w październiku i listopadzie 1979 roku.

## Opinie krytyków
Według redakcyjnego komentarza AllMusic Live to „arcydzieło Klausa Schulzego”.
Zdaniem Thoralfa Koßa z Musikreviews.de „Nagrania ...Live... są zdecydowanie jednymi z najlepszych nagrań koncertowych Klausa Schulzego, jakie istnieją. A jest ich cholernie dużo!”. „Dymagic” jest – zdaniem autora – „jednym z najbardziej dynamicznych tytułów Schulzego w historii, co jest szczególną zasługą Arthura Browna, który wokalnie oferuje wszystko między szeptem, śpiewem i krzykiem w 30-minutowym utworze! Prawdziwa atrakcja prawie pięćdziesięcioletniej twórczości Klausa Schulzego!”.
Zróżnicowane oceny przedstawili recenzenci Prog Archives: 
- ZowieZiggy (): „Jest to swego rodzaju mieszanka z końca lat siedemdziesiątych i oferuje kilka aspektów tego wielkiego człowieka. Trzeba przyznać, że są tu złote momenty. Fantastyczna wersja „Sense” (około pięćdziesięciu minut) jest po prostu cudowna. Taka przyjemność dla każdego miłośnika prog elektroniki (ale zakładam, że nie tylko). Pejzaże dźwiękowe są fenomenalne, melodie potężne, a emocje intensywne. Ten album mógł być niezwykłą przyjemnością od początku do końca. Ale niestety, pojawia się „Dymagic”[6].

- Modrigue (): „...Live... pozostaje ciekawą, choć niejednorodną kompilacją live”[6].

- Neu!mann (): „Pierwsze (z wielu) nagrań na żywo guru syntezatorów Klausa Schulzego powinno być kamieniem węgielnym pionierskiej dekady, świętując prawie dziesięć wpływowych lat przełomowej elektronicznej medytacji. Jednak chaotyczny dobór występów i często niechlujna organizacja sprawiają, że dwupłytowy zestaw przypomina raczej obowiązkowy wypełniacz katalogu niż ukoronowanie jakiegokolwiek osiągnięcia”[6].